# 淮川街道
淮川为中国湖南省浏阳市下辖街道，位于浏阳市城区南部。辖域总面积5.2平方公里，下辖8个社区，总人口55,275人(2000年人口普查)。行政机构驻金沙中路。辖域内历史古迹有浏阳文庙、谭嗣同祠。

## 历史
1950年置浏阳县城关区，淮川属城关区；1955年改城关区为城关镇，1958年改城关镇为东方红公社，1959年改东方红公社为城郊公社，1960年复置城关镇，1993年撤销城关镇设淮川街道。1997年下辖朝阳、正东、西正、南市街、北正、太平、城西7个社区和南市、城东、联城3个行政村。

## 现行行政区划
淮川街道下辖8个社区，分别为城西街社区、西正街社区、朝阳街社区、北正街社区、新北社区、北园社区、城东社区和联城社区。